# Jože Pravhar
Jože Pravhar, slovenski duhovnik, * 4. november 1874, Voklo, † 10. september 1944, Vojna vas, Črnomelj.

## Življenje
Rodil se je očetu Janezu Bravharju in materi Gertrudi (rojeni Sajovic). Po gimnaziji se je odločil za duhovniški poklic in po končanem študiju teologije 14. julija 1900 v Ljubljani prejel mašniško posvečenje. Kot kaplan je deloval na Raki, v Semiču in nazadnje v Črnem Vrhu nad Idrijo. Od leta 1910 je deloval kot župnik v Loškem Potoku. Ko so Italijani zajeli petnajst ljudi iz Loškega Potoka in jih dvanajst postrelili je skušal posredovati za njihovo rešitev. Njegovo posredovanje so partizani razglašali kot dokaz sodelovanja z okupatorjem. V šoli na Dragi so priredili sodno razpravo proti njemu, županu in občinskemu tajniku iz Loškega Potoka, razpravo je vodil sodnik področnega partizanskega sodišča Marjan Vivoda. Ob zaslišanju je trdil, da je njegova vest čista. 30. aprila 1944 so ga odvedli v Belo krajino. Od takrat je bil zaprt po različnih krajih. Ponovno so ga obsodili na smrt. 10. septembra 1944, so ga, starega 70 let ustrelili na črnomeljskem pokopališču v Vojni vasi. Zjutraj je nekdo našel nezasuto truplo, samo v spodnjicah, z rožnim vencem na prsih.